# Nini e Carry Hess
Nini Hess, nata Stefanie (21 agosto 1884 – Auschwitz, 1943), e 
  Carry Hess, nata Cornelia (11 novembre 1889 – Coira, agosto 1957), note anche come le sorelle Hess, sono due fotografe attive nel periodo della Repubblica di Weimar.
Le loro origini ebraiche furono motivo di persecuzione da parte del nazismo che distrusse il loro studio e l'archivio fotografico. Nini e la madre Lena furono deportate e assassinate nei campi di sterminio

## Biografia
I genitori Samuel (1848–1924) e Lina Salomon 1859–1943), mercanti alto-borghesi, provenienti da Coblenza, si trasferirono a Francoforte sul Meno dove, secondo Eckhardt Köhn e Susanne Wartenberg, sarebbero nate le due ragazze. Essendo una famiglia benestante con idee liberali non fece mancare alle figlie una buona istruzione, anche se, in merito alla fotografia, non sono noti dettagli sulla loro formazione professionale, però nel 1912 Carry si aggiudicò un premio nella sezione "Fotografia d'arte" alla General German Photography Exhibition di Heidelberg.
Nel 1914, Nini e Carry Hess aprirono uno studio per la fotografia ritrattistica al quinto piano di un elegante edificio, grazie anche all'aiuto economico della famiglia, in quella che allora venne chiamata "Theaterplatz" (Piazza del Teatro) quando il teatro "Schauspielhaus" fu costruito nel 1902, rinominata nel 1992 col nome di Willy-Brandt-Platz. Altre fonti citano il 1913 quale anno di apertura dello studio delle sorelle secondo cui i loro interessi creativi spaziarono anche nella danza, nel nudo e nella foto di architettura.
Dopo la prima guerra mondiale ottennero un contratto indefinito con il teatro di Francoforte e in breve tempo lo studio divenne il più apprezzato e famoso della città dal quale passarono le celebrità, gli attori e i personaggi più in vista della Germania di Weimar, tra i quali Thomas Mann e Katia Pringsheim, Max Beckmann, Alfred Döblin, Carl Gustav Jung, Paul Hindemith, Mary Wigman, Anna Pavlovna Pavlova, Heinrich George, Elisabeth Bergner, Fritz Kortner, Gerda Müller, Fritz von Unruh, Alexander Rumnev, Gustav Landauer, Albert Schweitzer, Carl Zuckmayer, Helene Mayer, Hans Poelzig, Carola Neher.
Vicine alla Neues Sehen e agli insegnamenti del Bauhaus, riuscirono a far emergere nei loro ritratti l'individualità della persona, nonostante negli anni Venti andasse ancora di moda un vago espressionismo. Del resto, va ricordato che proprio nel 1925, uno dei critici più importanti di Weimar, lo svizzero Bernhard Diebold, direttore del Frankfurter Zeitung, dopo aver visto le foto delle Hess, scrisse in un articolo sulle due sorelle: "Si sforzano di raggiungere la massima chiarezza; cercano di anteporre l'effetto scultoreo a quello pittorico". E trovava sorprendente che "sono le donne a cercare di superare gli aspetti decorativi e pseudo-artistici della fotografia con la loro forte sensibilità realistica. Non usano la macchina per vaghi trucchi di magia o per una mera copia meccanica". La parabola delle sorelle Hess raggiunse anche Berlino, dove la fotografia femminile era molto ricca. Pubblicarono sul settimanale Berliner Illustrirten Zeitung e su altri giornali. Nel 1926, lo scrittore e giornalista Axel Eggebrecht scrisse della loro mostra berlinese in termini entusiastici sul settimanale Die Weltbühne.
Una parte importante del loro guadagno proveniva dalla pubblicazione di fotografie su giornali e riviste regionali e nazionali, tra cui Berliner Morgenpost, Frankfurter Illustrierte, Der Querschnitt, Die Dame, Scherl's Magazin, Tempo e molte altre. Le fotografie venivano utilizzate nei libri, ad esempio in "Briefe an eine Tänzerin" (Lettere a una ballerina), 1922, di Fred Hildenbrandt (la ballerina ritratta era Niddy Impekoven) e nel volume “Das German Theatre of the Present" (Il teatro tedesco di oggi), 1923, di Max Krell. Nel 1928 fu pubblicato "Habima", un libro illustrato con 32 fotografie e un testo introduttivo del critico teatrale Bernhard Diebold. La recensione del quotidiano Deutsche Kunst und Dekoration, pubblicato a Berlino, ha elogiato l'opera teatrale "Habima" per le fotografie memorabili.

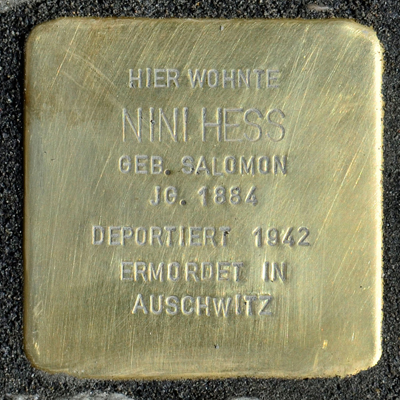
Pietra d'inciampo posta davanti all'ultima residenza conosciuta di Nini Hess

La collaborazione con il teatro ebbe fine nel 1933 con la presa del potere del nazionalsocialismo ed il contratto fu rescisso per "motivi razziali". Carry emigrò a Parigi lo stesso anno mentre la sorella cercò di gestire lo studio da sola. Nel 1938, nella notte dei cristalli i nazisti delle SA (Sturmabteilung) distrussero il suo studio, tutte le attrezzature fotografiche, gli archivi ed i negativi, tutto venne completamente distrutto. Le notizie frammentarie che seguirono raccontano che Nini e la madre Lina furono costrette a vivere in un ghetto ebraico a Francoforte in attesa di essere deportate. La madre, 83enne, venne deportata nel Campo di concentramento di Theresienstadt dove, secondo il libro commemorativo, sarebbe stata uccisa il 6 gennaio 1943. Non sono note invece le vicende sulla morte della figlia, si ipotizza che sia stata internata ad Auschwitz ed assassinata tra la fine del 1942 e l'anno successivo dato che vi è elencata tra le vittime.

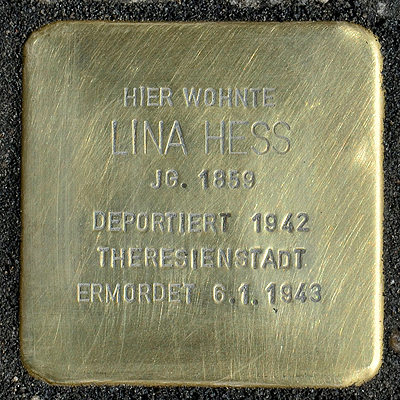
Pietra d'inciampo della madre di Nini

La sorella Carry sopravvisse in Francia con lavoretti ed espedienti, non riuscendo più a riprendere il lavoro come fotografa, e venendo anche lei internata assieme agli altri emigrati tedeschi nel periodo della guerra, con condizioni di salute in via di peggioramento. Cieca da un occhio, rientrò a Francoforte al termine della guerra per richiedere un "risarcimento", considerato che aveva perso tutto, e per cercare testimoni. L'umiliazione per riuscire ad ottenere, quale suo diritto, ciò che le era tato tolto è raccontata in una grossa cartella di lettere conservata nell'Archivio di Stato dell'Assia a Wiesbaden. Nonostante fosse riconosciuta da molte persone, intervistata e comparisse in molti articoli sulla stampa locale, nessuno pensò ad una pubblicazione delle immagini delle sorelle, ad una documentazione che testimoniasse la loro storia. Non ci pensarono neppure qualche facoltoso collezionista o istituzioni pubbliche. Solo nel 1955 il governo federale tedesco le riconobbe una piccola pensione. Morì in Svizzera due anni dopo mentre era in cura termale.
Si deve innanzitutto al prof. Eckhardt Köhn, docente emerito all'Università di Francoforte, e alla sua ricerca meticolosa se è riuscito a mettere insieme una parte delle stampe delle Hess, anche grazie al ritrovamento del libretto "Habima", tradotto in ebraico e di cui qualche copia si è conservata, le cui immagini teatrali furono realizzate dalle sorelle. Il Museum Giersch della Goethe-Universität ha ospitato nel 2021 la prima mostra delle sorelle Nini e Carry Hess ricostruendone la memoria. Nonostante la buona volontà però è stato sottolineato come certe zone del loro lavoro sono state poste in ombra dallo stesso professore che ne ha curato il volume, come ad esempio le foto di architettura, il nudo ed anche la stessa stampa delle foto che appaiono dai toni scuri, senza sfumature. Il Comune di Francoforte ha dedicato loro una piazza con un giardino nel centro della città, votato da quasi tutte le forze politiche.

## Stile
Non si sa molto su quale delle due sorelle fosse fotograficamente più dotata. Si suppone che Carry fosse la fotografa e che Nini si occupasse dell'impreditorialità della loro impresa, ma tutto ciò non ha avuto alcuna conferma, se non quella della medaglia d'argento vinta da Carry nel 1912 al concorso di Heidelberg, quando non erano ancora professioniste.
 L'unica citazione è quella di una intervista rilasciata da Carry il 26 gennaio 1952 al "Frankfurter Allgemeine Zeitung" in cui parla del metodo di lavoro prendendo ad esempio la ballerina Anna Pavlova: "Pavlova, per esempio, all'inizio non voleva assolutamente quello che volevo io. Si mise in punta di piedi nella sua solita posizione e pensò che l'avrei accettata. Ma non l'ho accettato. Volevo qualcosa di originale. La convinsi a lasciarmi scattare una foto nel suo camerino dopo l'esibizione e, quando vide le foto, ne fu così entusiasta che venne nel nostro studio e mi lasciò scattare delle foto private. Ogni volta che ho dovuto lottare con le celebrità per ottenere un ritratto autentico, mi sono detta: dopotutto, sono persone come noi e si soffiano il naso proprio come noi".

## Galleria d'immagini

Alexander Koch, 1924
il direttore d'orchestra Wilhelm Furtwängler, 1924
Mathilde von Unruh, 1924
lo scrittore Shmuel Yosef Agnon, 1924
l'attore Albert Bassermann, 1924